# Бодиштяну, Октавиан
Октавиан Бодиштяну (рум. Octavian Bodișteanu; 15 мая 1977, с. Фундул-Галбеней, Хынчештский район, Молдавская ССР, СССР) — молдавский политический и общественный деятель. Министр молодёжи и спорта Республики Молдавия с 13 мая 2013 года по 10 декабря 2014 года.

## Биография
Родился в мае 1977 года в крестьянской семье в селе Фундул-Галбеней. С 1984 по 1990 года обучался в средней школе в селе Фундул-Галбеней. С 1990 по 1995 году — в школе-интернате со спортивным профилем. Многократный чемпион Молдовы и призёр различных национальных и международных соревнований, мастер спорта по вольной борьбе. Брат-близнец многократного чемпиона по вольной борьбе Руслана Бодиштяну. С 1995 по 2000 года обучался в Международном свободном университете Республики Молдова, который окончил по специальности «экономическое право».
С 2003 по 2009 года — директор компании ,,BODRUS IMPEX". С 2010 по 2011 года — служащий Управления международных отношений и европейской интеграции, старший консультант отдела договоров и европейской интеграции Министерства юстиции Республики Молдова. С 2011 по 2013 года — заместитель министра Министерства молодёжи и спорта Республики Молдова. Член Либерал-демократическая партия Молдовы.
13 мая 2013 года избран министром по делам молодёжи и спорта Республики Молдова в составе правительства Юрия Лянкэ.
Женат на певице Жанет Ерхан. Имеет троих детей Даниела, Алекс и Богдан.